# Телетанк

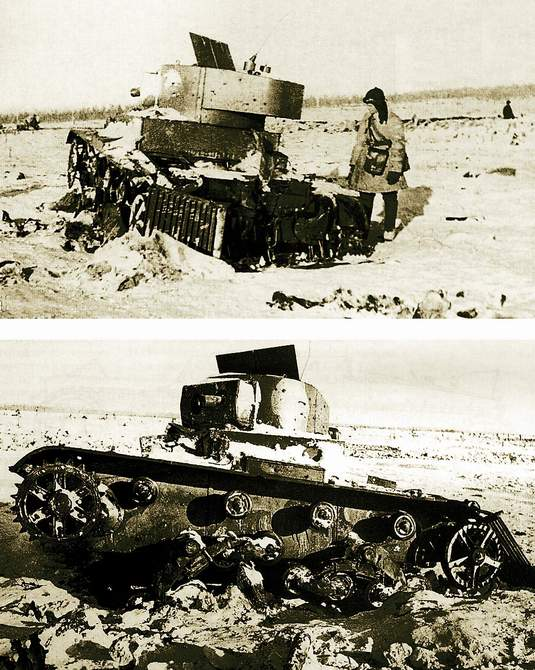
Телекерований танк ТТ-26 (217-й окремий танковий батальйон 30-ї хімічної танкової бригади), лютий 1940.

Телета́нк (скорочено ТТ)  — танк без екіпажу, керований по радіо на відстані.
Першим радянським телетанком, що випробовувався в1929—1930 роках, став «Рено-ФТ».

## Телетанк ТТ-18
Т-18 вийшов на випробовування 23 березня 1930 обладнаний апаратурою керування типу «Мост-1». Дана апаратура мала трьохкомандне керування: ліворуч-праворуч-стоп. На випробовуваннях танк, рухаючись зі швидкістю 2,5-4 км/г, виконував команди оператора, чим підтвердив життєздатність ідеї керування танком по радіо.
В 1933 був виготовлений спеціалізований телетанк ТТ-18 (індекс «ТТ» був присвоєний в 1934). Всього було випущено не менше 7 танків цієї моделі. При створені танка з машини були видалені всі штатні елементи керування, а на місці водія була розміщена шістнадцятикоманда апаратура керування Остехбюро системи 1932 року.
На відміну від попередника ТТ-18 міг виконувати складніші маневри:
- змінювати швидкість і напрямок руху;
- зупинятися і глушити двигун;
- підривати заряд вибухівки на борту і т.д.

Максимальна можлива дистанція телекерування становила 1,5 км. Реальна не перевищувала 50-1000 метрів при ясній погоді.
8 січня 1933 5 танків ТТ-18 були передані для випробувань в спеціальний загін N 4 ЛВО, куди увійшли також телетанки ТТ-26 і ТТ-27. Мета випробувань полягала в виборі типу телетанка для подальших робіт і серійного виробництва.
Випробування тривали 10 днів, а потім були повторені в жовтні того ж року. Серед плюсів танка була добра прохідність і керованість. Головним недоліком, внаслідок малої ваги і високого сілуету при відносно вузькій колії, стала неможливість руху по прямій, танк постійно розвертало на вибоїнах.  Через це ТТ-18 в серію не пішов.

## ТТ-27
В 1932 на базі танкетки Т-27 була випущена дослідна партія телетанкеток ТТ-27 в кількості 5 штук.

## ТТ-26 і ТУ-26
В 1935—1936 була розроблена і випущена невеликою серією (55 штук) телемеханічна група танків.
Група складалась з телетанка ТТ-26 — легкого хімічного (вогнеметного) танка придушення і танка керування ТУ-26. Озброєння телетанка складалось з кулемета ДТ і вогнеметної установки. Також іноді використовувались 200-270 кг бомби уповільненої дії в броньованому коробі, яку танк скидав біля ворожих укріплень, що мало дозволити руйнувати бункера до чотирьох рівнів під землею. Телетанки також здатні до використання хімічної зброї, хоча вона й не використовувалась в бойових умовах. Озброєння танка керування складалось з 45-мм танкової гармати зразка 1932 і кулемета ДТ 55.
Червона Армія використовувала віддалено-керовані танки в радянсько-фінській війні та на початку радянсько-німецької війни. Телетанк керувався по радіо з танка керування на відстані 500-1000 м, в складі телемеханічної групи. На початку радянсько-німецької війни Червона Армія мала щонайменше два телетанкових батальйони.

## ТТ-БТ-7
Упродовж 1938—1939 в НДІ-20 НКАП провадилися роботи із створення та випробування телемеханічної апаратури для групи танків ТТ-БТ-7, що складалась з телетанка та танка керування. Телетанк призначався для розвідки мінних полів, пробивання проходів в дротових загорожах, вогнеметання, встановлення димової завіси, дегазації або зараження місцевості бойовими отруйними речовинами.
Апаратура забезпечувала виконання 17 команд з керування:
- рухом (пуск двигуна, зупинка машини, перехід на вищу(нижчу) передачу, повороти ліворуч і праворуч);
- озброєнням (підготовка озброєння до дії, вогнеметання, димопуск, зараження місцевості бойовими ОР, стрільба з кулемета, повороти башти ліворуч і праворуч);
- самоліквідацією (підготовка машини до вибуху, вибух, скасування підготовки і запасна команда).

На телетанку були встановлені 7,62-мм радиіокерований кулемет системи Сіліна, хімічна апаратура КС-60, розроблена московським заводом «Компресор», і 1 кг вибухівки з спресованого тротилу з підривним пристроєм для знищення телетанка та апаратури при необхідності. 7,62-мм кулемет Сіліна з автоматичною перезарядкою мав темп стрільби 700—1300 постр./хв. (на дослідній машині був встановлений кулемет ШКАС). Боєкомплект становив 1000 патронів, місткість хімприладу 400 літрів забезпечувала виробництво 18 вогневих пострілів при дальності вогнеметання 40-50 метрів. Два баки хімічної апаратури КС-60 мали діаметр 330 мм і в довжину 2550 мм. Вони були заброньовані і розташовані ліворуч і праворуч на надгусеничних полицях корпусу. При повній заправці хімприладу площа зараження становила 7200 м², при встановленні димової завіси впродовж 8-10 хвилин забезпечувалась непроглядна зона 300-400 метрів уздовж. При дегазації зараженої місцевості місткість бака хіприладу забезпечувала обробку 360 м².
Танк керування мав таке саме озброєння, як і лінійний танк, але з боєкомплектом 176 артилерійських пострілів і 2142 патрони (34 кулеметних диски). Екіпаж танка керування складався з трьох чоловік.
Телемеханічна група танків ТТ-БТ-7 дозволяла використання танка керування як лінійної машини з артилерійським озброєнням і телетанка, як танка з хімічною зброєю, але з ручним керуванням.
Державні випробування, проведені в 1940, показали перевагу танків ТТ-БТ-27 над ТТ-26. Перші були простіші й надійніші за конструкцією телемеханічної апаратури, а також рухливіші. Надійне керування телетанком з танка керування при закритих люках і використанні штатних приладів спостереження здійснювалось на дистанції до 1000 м. Однак прицільна стрільба з кулемета була неможлива, а стрільба по площі — неефективна. З початком німецького вторгнення подальші роботи над танком були припинені.